# Campogramma glaycos
Campogramma glaycos é uma espécie de peixe pertencente à família Carangidae.
A autoridade científica da espécie é Lacepède, tendo sido descrita no ano de 1801.

## Portugal
Encontra-se presente em Portugal, onde é uma espécie nativa.
Os seus nomes comuns são enxareu-palheta, xareu-palheta, xareu-palmeta.

## Descrição
Trata-se de uma espécie marinha. Atinge os 60 cm de comprimento à furca nos indivíduos do sexo masculino.